# Мігель Сегура
Мігель Антоніо Сегура Варгас (ісп. Miguel Antonio Segura Vargas; нар. 2 вересня 1963, Тібас, Сан-Хосе, Коста-Рика) — костариканський футболіст, воротар. Учасник чемпіонату світу з футболу 1990 року в Італії.

## Клубна кар'єра
Футбольну кар'єру розпочав 1983 року в «Саграда Фамілья», після чого протягом нетривалого періоду часу захищав кольори «Рамоненсе». У 1987 році перебрався до «Сапрісси», у футболці якого зіграв 83 матчі. Окрім вище вказаних клубів на батьківщині виступав також за «Палмарес», «Турріальбу» та «Лімоненсе». Грав також з кордоном, за сальвадорські клуби «Мунісіпаль Ліменьйо» та «Драгон» та гватемальський колектив «Депортіво Карша».
У складі «Сапрісси» у новоствореному Прімера Дивізіоні Коста-Рики Мігелю належить рекорд за кількістю «сухих» хвилин у воротах (855 хвилин без пропущених м'ячів) протягом 10 матчів у сезоні 1989 року. До 2012 року також зберігав за вище вказаним показником рекорд серед воротарів Центральної Америки, але його обігнав гватемальський воротар Рікардо Херес.

## Кар'єра в збірній
Один з костариканських футболістів, які поїхали на чемпіонату світу з футболу 1990 року в Італії, але на турнірі не зіграв жодної хвилини.

## По завершенні кар'єри
По завершенні кар'єри гравця працював тренером у нижчолігових клубах. Тренував воротарів у костариканських клубах «Картагінес» та «Уругвай де Коронадо». У 2014 році призначений тренером воротарів «Белена».

## Особисте життя
Одружений з Катею Марією Моро Соті, мають доньку Джессіку.